# Giấy da bê

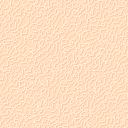
Giấy da bê

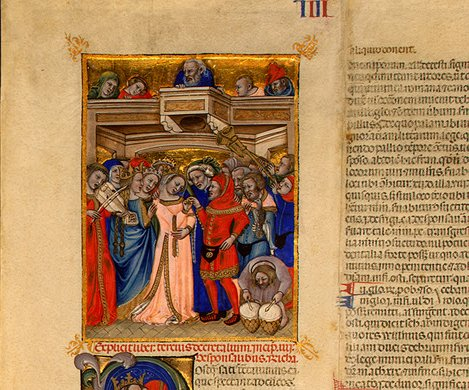
hình vẽ trên giấy da bê, khoảng 1350

Giấy da bê (tiếng Pháp: velin; từ tiếng Latinh: vitulus, bê) là một loại giấy da tốt, được làm từ da bê và bào thai bê. Giấy da bê đắt tiền hơn nhưng ít bị ảnh hưởng của ánh sáng hơn các loại giấy da khác và được sử dụng cho các bản thảo chất lượng cao và trong hội họa.
Trong thế kỷ 14 một loại giấy da chất lượng cao (pergamenum abortivum) làm bằng da bê chết khi mới sinh ra.
Một số sách cầu nguyện và các hiến chương Hoàng gia thời trung cổ được viết và vẽ trên giấy da bê.